# 三都井美衣
三都井 美衣（みつい よしえ、3月19日 - ）は、日本のフリーアナウンサー。

## 来歴
富山県東礪波郡城端町（現・南砺市）出身。富山県立福野高等学校（現・富山県立南砺福野高等学校）、成城大学経済学部経済学科卒業。成城大学在学時には東京アナウンスセミナーに通っていた。
大学を卒業後、2005年4月に富山テレビ放送に入社。同期に元同局アナウンサーの閑田未央がいる。富山テレビがアナログ放送を行っていた頃には、アナウンサーをしながら地上デジタル放送推進大使も務めていた。また、2007年には系列局アナウンサーの渡辺亜里（当時石川テレビアナウンサー）、圓山詩織（当時福井テレビアナウンサー）とともに、映画『茶々 天涯の貴妃』に豊臣秀吉の側室役で出演した。2009年10月に結婚し、後に子供を授かる。
2014年8月に富山テレビを退社した後、2017年4月にフリーアナウンサーとなる。フリー転向後には、ケーブルテレビ富山、高岡ケーブルネットワーク、となみ衛星通信テレビのコミュニティチャンネル放送番組でリポーターを務めている。また、ボイストレーニング教室の「スマイルボイス」を開講し、自ら講師を務めている（ほっとすたっふから独立し、フリーで活動している）

## 担当番組
すべて富山テレビ局アナ時代の担当番組。
- BBTスーパーニュース - スポーツキャスター（2005年4月 - 2007年3月）、メインキャスター（2008年4月 - 2009年3月）
- めざましテレビ（フジテレビ） - 中継リポーター（2007年4月 - 2008年3月）
- FNS27時間テレビ（フジテレビ） - 中継リポーター（2007年7月）
- Youドキッ!たいむ - 第1部メインMC（2011年4月 - 2014年3月）
- BBTスーパーニュース チャンネル8 - フィールドキャスター[2]
- めざましテレビ公認 わがまま!気まま!旅気分（BSフジ） - 不定期出演